# Podhradí nad Dyjí
Podhradí nad Dyjí es una localidad del distrito de Znojmo en la región de Moravia Meridional, República Checa, con una población estimada a principio del año 2018 de 52 habitantes. 
Se encuentra ubicada al suroeste de la región, cerca de la orilla del río Dyje —un afluente del río Morava que, a su vez, lo es del Danubio—, de la frontera con Austria y la región de Vysočina, y a poca distancia al suroeste de la ciudad de Brno.

## Historia
Podhradí nad Dyjí es una pequeña aldea recreativa con 60 residentes permanentes y se encuentra al oeste de la ciudad de Znojmo. El pueblo está situado en la margen derecha del río Dyje y cerca del embalse de Vranov. Se encuentra en el valle del arroyo Křeslický, que desemboca en el río Dyje en el extremo occidental del pueblo y al pie de la colina U Rozhledny (463 m sobre el nivel del mar), que se eleva al sureste sobre el pueblo. En el pueblo, especialmente a lo largo del río Dyje, hay cabañas, casas de huéspedes, hoteles y centros de recreación. La frontera con Austria pasa al sur del pueblo. En una colina sobre la confluencia del arroyo Křeslický con el Dyje se encuentran las ruinas del castillo Frejštejn. Del castillo original se conservan las grandes ruinas de los muros originales del palacio y la capilla, los restos de la puerta de entrada, parte de los muros perimetrales con baluartes y el baluarte de la esquina. El pueblo está rodeado de pintorescos bosques de llanura aluvial. En la margen izquierda del río Dyje, al noroeste del pueblo se encuentra un área protegida de la reserva natural de Podhradské skály y consiste en los restos de un rodal de hayas y abetos y plantas termófilas en las rocas que se elevan sobre el flujo del río Dyje. Una señal turística amarilla pasa por el pueblo, que nos conducirá a las ruinas del castillo Frejštejn. Además de la señal turística, un carril bici señalizado pasa por Podhradí, a saber, la ruta fronteriza entre la República Checa y Austria.
El nombre del pueblo Podhradí nad Dyjí se usa desde 1949, hasta que ese año el pueblo llevaba el nombre de Frajštejn o Frejštejn. La primera mención escrita del pueblo es de 1250, cuando el pueblo y el castillo eran propiedad de los hermanos Gaitmar y Hartleb de Frajštejn. En 1331, el pueblo adquirió Kunrát de Bítov. A mediados del siglo XV, los propietarios del pueblo y del castillo eran los Krajířs de Krajek. El castillo de Frejštejn fue construido a mediados del siglo XIII y fue ampliado en el siglo XIV y principios del XV. Después de 1440, el castillo fue demolido, ya que sus entonces propietarios, los señores de Krajek, se dedicaron a robar. A mediados del siglo XV, el castillo fue restaurado, pero ya en 1487 figura en documentos escritos como desolado. En 1633, los señores de Uherčice adquirieron el pueblo y pasó a formar parte de la finca de Uherčice. En 1721 se construyó una capilla en el pueblo, que fue destruida por un incendio en 1832. En 1883, la capilla de san Juan y Pablo fue restaurada en estilo barroco. Otro monumento es una escultura de la Santísima Trinidad.